# Kuehneotherium
Kuehneotherium — ранній рід ссавцеподібних тварин, який жив упродовж пізнього тріасу — ранньої юри і характеризується перевернутим трикутним малюнком горбків молярів. Хоча було знайдено багато скам'янілостей, вони обмежуються зубами, фрагментами зубів і фрагментами нижньої щелепи. Рід включає Kuehneotherium praecursoris і всі споріднені види. Його вперше назвали та описали Доріс М. Кермак, К. А. Кермак і Френсіс Муссет у листопаді 1967 року. Родина Kuehneotheriidae і рід Kuehneotherium були створені для розміщення одного виду Kuehneotherium praecursoris. Моделювання, засноване на порівнянні щелепи Kuehneotherium з іншими ссавцеподібними, вказує на те, що вид був розміром із сучасну землерийку в дорослому віці вагою від 4 до 5.5 грамів.
Kuehneotherium вважається комахоїдним, який міг споживати лише м'якотілих комах, таких як міль. Його зуби були сформовані для вертикального різання і не могли розчавити більш тверду здобич. Він жив поряд з іншою ранньою формою ссавців, Morganucodon, що мав зуби, які могли розчавити більш складних комах, наприклад жуків. Ця різниця в харчуванні показує, що ранні форми ссавців пристосувалися мати окремі харчові ніші, щоб вони не конкурували за їжу.

## Види
Рештки Kuehneotherium praecursoris були знайдені в кар’єрі Pontalun в Південному Уельсі. Відкладення, знайдене у вапняку, належить до пізнього тріасу (Whiteside and Marshall 2008). Додаткові скам'янілості Kuehneotherium були знайдені в гірських утвореннях ранньої юри Британії (Сомерсет) і пізнього тріасу Франції (Сен-Ніколя-де-Порте), Люксембургу та Гренландії; зразки Kuehneotherium для Сен-Ніколя-де-Порте були названі K. stanislavi.

## Палеосередовище
Протягом епохи пізнього тріасу суперконтинент Пангея був недоторканим, дозволяючи легкий обмін і міграцію тварин через сполучені континенти. Це пояснює широке розповсюдження скам'янілостей Kuehneotherium, знайдених у Гренландії та Європі. Коли під час юрського періоду континенти почали розколюватися, мілкі моря вкрили Британські острови, де вперше був знайдений кюнеотерій. Його останки були зметені у вапнякові печери та тріщини, утворені мілководними морями, і збереглися як скам'янілості в уламкових відкладах.
Клімат, в якому жив кюнеотерій, був жарким і сухим протягом цієї частини раннього мезозою. Хвойні рослини процвітали і поширювалися по всій Пангеї. Коли континенти розділилися на частини під час ранньої юрського періоду, клімат був більш вологим. Папороті, хвощі, цикади й мохи були поширені як у тріасі, так і в юрі, однак вони були більш поширеними у більш вологий юрський період.

## Філогенетика
Філогенетична позиція Kuehneotherium була широко обговореною. Колись Kuehneotherium був класифікований як ссавець клади Theria. Однак було знайдено додаткові скам'янілості базових ссавців, які передували кюнеотерію в геологічній шкалі часу, і зв'язки ранніх ссавців були переоцінені. Kuehneotherium тепер розміщений у більш базальній кладі під назвою Holotheria. Kuehneotherium preacursoris є першим ссавцем, класифікованим як голотерій. До голотерій належать види, у яких головний і допоміжний корінні зуби розташовані трикутником. Місце Kuehneotherium в Holotheria вважається нестабільним, оскільки важко визначити видові характеристики, спираючись лише на фрагменти нижньої щелепи та зубів:
|  | Morganucodon                                                   |
|  |                                                                |
|  | \| \| Megazostrodon \| \| \| \| \| \| Dinnetherium \| \| \| \| |
|  |                                                                |
|  | Megazostrodon                                                  |
|  |                                                                |
|  | Dinnetherium                                                   |
|  |                                                                |

|  | Megazostrodon |
|  |               |
|  | Dinnetherium  |
|  |               |

|  | Hadrocodium                                                 |
|  |                                                             |
|  | \| \| Kuehneotherium \| \| \| \| \| \| Mammalia \| \| \| \| |
|  |                                                             |
|  | Kuehneotherium                                              |
|  |                                                             |
|  | Mammalia                                                    |
|  |                                                             |

|  | Kuehneotherium |
|  |                |
|  | Mammalia       |
|  |                |

|  | Hadrocodium                                                 |
|  |                                                             |
|  | \| \| Kuehneotherium \| \| \| \| \| \| Mammalia \| \| \| \| |
|  |                                                             |
|  | Kuehneotherium                                              |
|  |                                                             |
|  | Mammalia                                                    |
|  |                                                             |

|  | Kuehneotherium |
|  |                |
|  | Mammalia       |
|  |                |

|  | Morganucodon                                                   |
|  |                                                                |
|  | \| \| Megazostrodon \| \| \| \| \| \| Dinnetherium \| \| \| \| |
|  |                                                                |
|  | Megazostrodon                                                  |
|  |                                                                |
|  | Dinnetherium                                                   |
|  |                                                                |

|  | Megazostrodon |
|  |               |
|  | Dinnetherium  |
|  |               |

|  | Hadrocodium                                                 |
|  |                                                             |
|  | \| \| Kuehneotherium \| \| \| \| \| \| Mammalia \| \| \| \| |
|  |                                                             |
|  | Kuehneotherium                                              |
|  |                                                             |
|  | Mammalia                                                    |
|  |                                                             |

|  | Kuehneotherium |
|  |                |
|  | Mammalia       |
|  |                |

|  | Hadrocodium                                                 |
|  |                                                             |
|  | \| \| Kuehneotherium \| \| \| \| \| \| Mammalia \| \| \| \| |
|  |                                                             |
|  | Kuehneotherium                                              |
|  |                                                             |
|  | Mammalia                                                    |
|  |                                                             |

|  | Kuehneotherium |
|  |                |
|  | Mammalia       |
|  |                |

|  | Morganucodon                                                   |
|  |                                                                |
|  | \| \| Megazostrodon \| \| \| \| \| \| Dinnetherium \| \| \| \| |
|  |                                                                |
|  | Megazostrodon                                                  |
|  |                                                                |
|  | Dinnetherium                                                   |
|  |                                                                |

|  | Megazostrodon |
|  |               |
|  | Dinnetherium  |
|  |               |

|  | Hadrocodium                                                 |
|  |                                                             |
|  | \| \| Kuehneotherium \| \| \| \| \| \| Mammalia \| \| \| \| |
|  |                                                             |
|  | Kuehneotherium                                              |
|  |                                                             |
|  | Mammalia                                                    |
|  |                                                             |

|  | Kuehneotherium |
|  |                |
|  | Mammalia       |
|  |                |

|  | Hadrocodium                                                 |
|  |                                                             |
|  | \| \| Kuehneotherium \| \| \| \| \| \| Mammalia \| \| \| \| |
|  |                                                             |
|  | Kuehneotherium                                              |
|  |                                                             |
|  | Mammalia                                                    |
|  |                                                             |

|  | Kuehneotherium |
|  |                |
|  | Mammalia       |
|  |                |

|  | Morganucodon                                                   |
|  |                                                                |
|  | \| \| Megazostrodon \| \| \| \| \| \| Dinnetherium \| \| \| \| |
|  |                                                                |
|  | Megazostrodon                                                  |
|  |                                                                |
|  | Dinnetherium                                                   |
|  |                                                                |

|  | Megazostrodon |
|  |               |
|  | Dinnetherium  |
|  |               |

|  | Hadrocodium                                                 |
|  |                                                             |
|  | \| \| Kuehneotherium \| \| \| \| \| \| Mammalia \| \| \| \| |
|  |                                                             |
|  | Kuehneotherium                                              |
|  |                                                             |
|  | Mammalia                                                    |
|  |                                                             |

|  | Kuehneotherium |
|  |                |
|  | Mammalia       |
|  |                |

|  | Hadrocodium                                                 |
|  |                                                             |
|  | \| \| Kuehneotherium \| \| \| \| \| \| Mammalia \| \| \| \| |
|  |                                                             |
|  | Kuehneotherium                                              |
|  |                                                             |
|  | Mammalia                                                    |
|  |                                                             |

|  | Kuehneotherium |
|  |                |
|  | Mammalia       |
|  |                |